# Cody Rhodes
Cody Garrett Runnels Rhodes (de pila Runnels, Marietta, Georgia, 30 de junio de 1985), conocido como Cody Rhodes, es un luchador profesional y actor estadounidense. Actualmente trabaja para la empresa WWE, donde se presenta en la marca SmackDown, donde es el vigente poseedor del Campeonato Indiscutido de WWE en su segundo reinado. Anteriormente fue vicepresidente ejecutivo de All Elite Wrestling y también trabajó para otras empresas como Impact Wrestling, Ring of Honor, New Japan Pro Wrestling, Lucha Libre AAA Worldwide, entre otras.
Cody es cuatro veces Campeón Mundial al ser dos veces Campeón de WWE (a pesar de ganar el campeonato indiscutido y de ser inicialmente reconocido como doble campeón, tras su derrota ante John Cena, este le fue retirado a ambos) una vez Campeón Mundial de ROH, una vez Campeón Mundial Peso Pesado de NWA, además de una vez Campeón Peso Pesado de los Estados Unidos de IWGP, tres veces e inaugural Campeón de TNT de AEW, dos veces Campeón Intercontinental de la WWE, cuatro veces Campeón en Parejas de la WWE, tres veces Campeón Mundial en Parejas y una vez Campeón Nex Gen de la GFW y ganador del Men's Royal Rumble Match en 2023 y 2024 siendo así el cuarto luchador en ganar Royal Rumble dos veces seguidas y ganando el WWE Championsip ante Roman Reigns en Wrestlemania XL. Rhodes es además, hasta ahora, el único luchador en obtener una lucha cinco estrellas tanto en AEW como en WWE.

## Primeros años
Cody Garrett Runnels nació el 30 de junio de 1985 en Marietta, Georgia, siendo hijo del luchador profesional Dusty Rhodes, así como el medio hermano del también luchador Dustin Rhodes. Tiene una hermana, Kristin Ditto, quien es una exporrista de los Dallas Cowboys.

## Carrera como luchador amateur

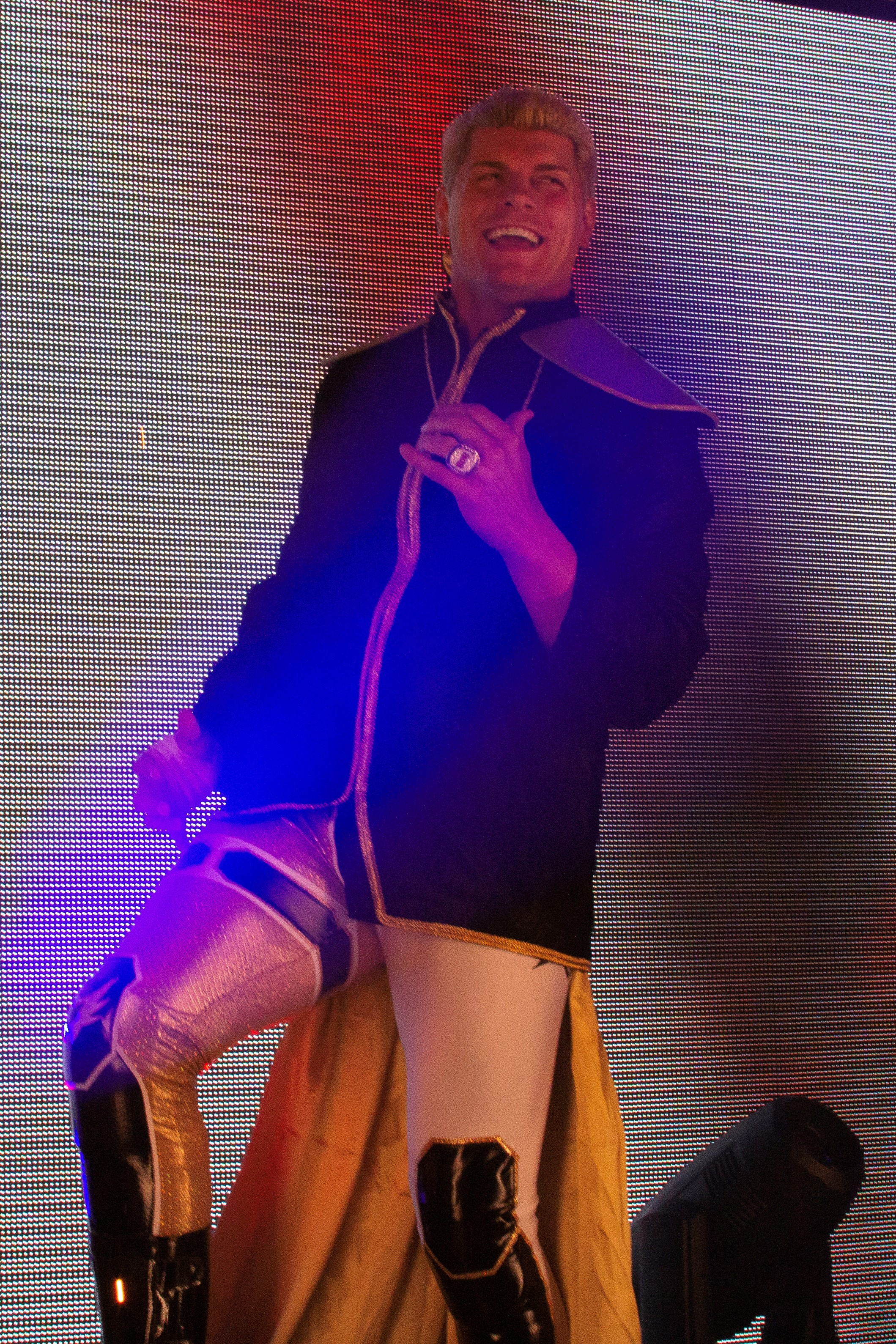
Cody Rhodes en ROHxNJPW Global Wars 2018 Night 2 en mayo de 2018.

Cody tuvo una trayectoria luchística exitosa en la escuela Lassiter High School. Ganó el Torneo del estado de Nueva Zelanda como Júnior a la edad de 18 (llegó imbatido) y defendió el título el año 2003 como sénior.

## Carrera como luchador profesional

### World Wrestling Entertainment / WWE (2006–2016)

#### Ohio Valley Wrestling (2006-2007)

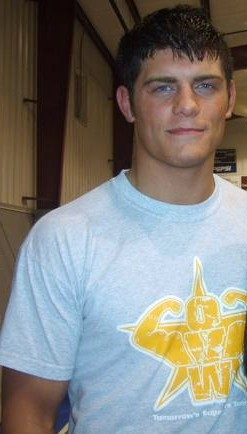
Runnels en OVW, 2007.

Usando su verdadero nombre, Runnels comenzó a luchar en Ohio Valley Wrestling en junio de 2006. Runnels hizo pareja con Shawn Spears a mediados de agosto de 2006 y empezó un feudo con Deuce 'N Domino por el OVW Southern Tag Team Championship, ganándole en dos ocasiones al equipo; una el 18 de octubre y otra el 13 de diciembre de 2006.
Mientras aún eran Campeones en Parejas de OVW, una grieta se abrió entre Cody y su compañero Spears. Los dos comenzaron a tener diferencias después de que Spears se volvió celoso del éxito de Cody como luchador individual. Esto comenzó cuando Cody ganó el OVW Heavyweight Championship a Paul Burchill en el show del 17 de febrero de 2007, para perderlo al día siguiente. Spears ganó el OVW Television Championship como respuesta. El 11 de abril, el dúo perdió los OVW Southern Tag Team Championship. Cody batió a su odiado rival el 6 de julio de 2007, para convertirse el nuevo OVW Television Champion. Cody perdería el Título TV con Spears exactamente una semana más tarde.

#### Equipo con Hardcore Holly (2007-2008)

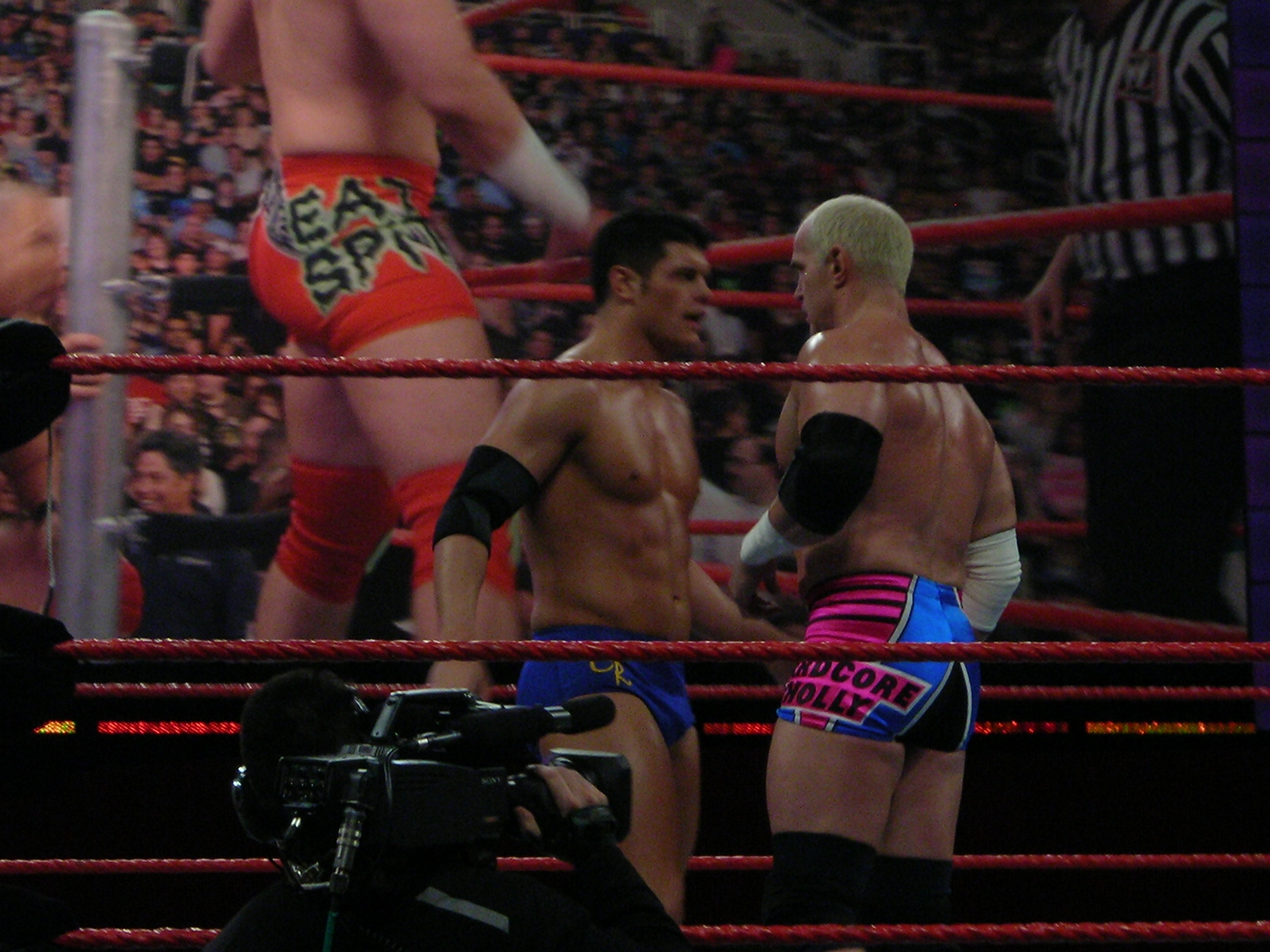
La primera rivalidad de Cody Rhodes fue contra Hardcore Holly, quien próximamente sería su mentor.

La primera lucha de Cody Rhodes fue contra Hardcore Holly, quien se convirtió en su mentor y ambos ganaron el WWE World Tag Team Championship. Cody debutó el 2 de julio de 2007 como face frente a Randy Orton que tenía una gran rivalidad con su padre Dusty Rhodes. Perdió después de que Orton le aplicara un RKO. A la semana siguiente buscó la revancha pero nuevamente la victoria fue para Orton. Tras acabar la rivalidad con Orton, luchó contra Daivari, al cual venció con un DDT, Charlie Haas y Shelton Benjamin, venciéndoles a todos. Poco después de la vuelta de Mr. Mcmahon, se realizó un battle royal en la que el propio McMahon anunció que el vencedor de esa pelea sería el sustituto de Jonathan Coachman como mánager de Raw. Cody participó en esa pelea, siendo uno de los últimos en ser eliminados. La pelea la ganó William Regal. The World Greatest Tag Team buscó la revancha en un combate que enfrentó a Daivari, Shelton Benjamin y Charlie Haas contra Cody Rhodes, Brian Kendrick y Paul London. Llevándose la victoria. En su siguiente combate Cody formó pareja con la campeona del título Women´s Championship, Mickie James que se enfrentaron a Daivari y a Jillian. Cody y Mickie ganaron. En la pelea entre Orton y John Cena intentó ayudar al padre de Cena pero fue echado rápidamente del ring por Randy Orton a base de golpes, aunque ganando tiempo para que el entonces campeón John Cena se librara de sus ataduras y pudiera salvar a su padre de Orton. Tras esto, mantuvo un pequeño feudo con el veterano Hardcore Holly, al cual se unió en Survivor Series para enfrentar a los campeones en parejas Lance Cade y Trevor Murdoch por el título. Esa noche perdieron por un error de Cody, pero la noche siguiente Cody se enfrentó a Holly al quien por fin ganó, aunque el Campeón de la WWE, Randy Orton, entró nada más terminar la lucha y les aplicó un "RKO". En el 15° aniversario de Raw él y Holly consiguen, finalmente, el Campeonato Mundial por Parejas, derrotando a Lance Cade y Trevor Murdoch gracias a Hardcore Holly. A la semana siguiente de Armageddon, Cody y Hardcore Holly lograron mantener el cinturón derrotando a Lance Cade y Trevor Murdoch en un combate de revancha.
Logró clasificar para el Royal Rumble derrotando a William Regal, pero finalmente fue eliminado por Triple H. A la semana siguiente se enfrentó a Carlito en un combate en el que demostró un depurado y renovado estilo de lucha, pero perdió por una distracción causada por Santino Marella. Unas semanas después perdió una lucha contra Carlito en una lucha clasificatoria para el Money in the Bank en WrestleMania XXIV. En WrestleMania XXIV, participó en la 24-Man Battle Royal para acceder a un combate contra el campeón de la ECW, pero fue eliminado. En Judgment Day derrotó junto con Hardcore Holly a Carlito y Santino Marella en una pelea por el título. En Night of Champions se dio a conocer como el compañero misterioso de Ted DiBiase, traicionando a Holly y volviéndose heel, convirtiéndose él y DiBiase en los nuevos campeones. 

#### The Legacy (2008-2010)
En la edición de Raw del 21 de julio (la primera tras The Great American Bash) Rhodes, DiBiase y JBL fueron derrotados por Cryme Tyme y John Cena. Sin embargo, durante las semanas siguientes intercambiaron victorias frente a dicho equipo.

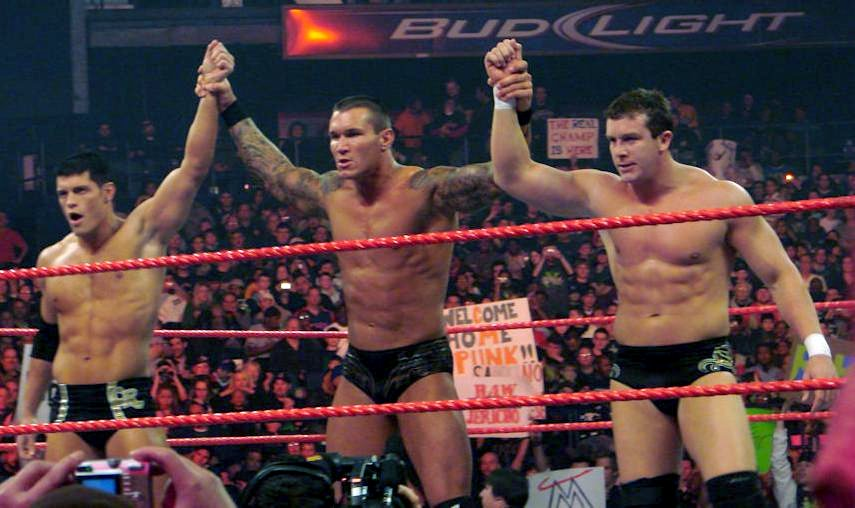
The Legacy (de izquierda a derecha): Rhodes, Randy Orton y Ted Dibiase Jr

En el episodio del 4 de agosto de Raw, Rhodes y DiBiase perdieron el Campeonato Mundial en Parejas frente al equipo de John Cena y Batista. Sin embargo, lograron recuperar los campeonatos sólo una semana después el 11 de agosto en Raw tras las discuciones entre Cena y Batista durante el encuentro. En Unforgiven derrotó junto con DiBiase a Cryme Tyme, reteniendo el Campeonato Mundial en Parejas. Además, Manu debutó y se unió al equipo conformado por Rhodes, DiBiase y, solo por esa noche, Randy Orton, quienes atacaron a CM Punk esa noche haciendo que perdiera el Campeonato Mundial Peso Pesado ya que no pudo participar en el Championship Scramble donde defendía el campeonato. En la edición de Raw del 27 de octubre, DiBiase y Rhodes perdieron el Campeonato Mundial en Parejas frente a CM Punk y Kofi Kingston.
Rhodes y Manu formaron un pequeño feudo con Randy Orton, desde que este lesionó a DiBiase, este feudo ocasionó que Rhodes golpeara a Orton en el vestidor. Más tarde tomó el lugar de Orton en una pelea frente a Batista, la cual perdió. A pesar de esto tomó parte en el equipo de Randy Orton en Survivor Series para enfrentarse al equipo de Batista, eliminó a CM Punk y ganó la lucha al quedar el y Orton como supervivientes. Luego comenzó a formar un grupo con Randy Orton, Manu y posteriormente Sim Snuka que se llama "The Legacy". En la edición del 29 de diciembre de Raw, logró pasar el "paso uno" que les puso Orton para seguir formando parte de "The Legacy" tras derrotar a CM Punk por cuenta afuera.
En el siguiente Raw Cody luchó junto a Sim Snuka contra Cryme Tyme, lucha que ganaron Rhodes y Snuka, pero Snuka fue echado de The Legacy, ya que fue Rhodes quien hizo la cuenta. La semana siguiente, tras una lucha de Orton contra Kane, DiBiase, Manu y Snuka intentaron atacar a Rhodes y Orton, pero DiBiase atacó a Manu y a Sim Snuka entrando a The Legacy. El trío participó en Royal Rumble, quedando los tres entre los cuatro finalistas. Rhodes y DiBiase fueron expulsados por Triple H, pero tras su eliminación, Orton eliminó a Triple H. En los episodios de Raw posteriores ayudó a Orton en su feudo con la familia McMahon, ayudando a Orton en su combate en No Way Out frente a Shane McMahon, además de atacarle en varios episodios de Raw.
En Backlash luchó junto a Orton y DiBiase contra Batista, Triple H y Shane McMahon, ayudando a ganar a Orton el Campeonato de la WWE. En The Bash peleó junto a DiBiase en una lucha por el Campeonato Unificado en Parejas de la WWE (Mundial y de la WWE) contra los campeones The Colóns (Carlito & Primo) y Edge & Chris Jericho, ganando la lucha Edge y Jericho. En ese mismo evento ayudó a Orton a retener su título frente a Triple H. En Night of Champions junto con DiBiase fueron derrotados, por los campeonatos unificados, contra Chris Jericho y Big Show.
Tras esto, empezaron un feudo con D-Generation X (Shawn Michaels & Triple H), perdiendo en SummerSlam. A pesar de derrotar a DX en Breaking Point, fueron derrotados por ellos en Hell in a Cell en un Hell in a Cell match. En Bragging Rights, el Team SmackDown (Chris Jericho, Kane, R-Truth, Finlay, The Hart Dynasty (David Hart Smith & Tyson Kidd) & Matt Hardy) derrotó al Team Raw (D-Generation X (Triple H & Shawn Michaels), Cody Rhodes, The Big Show, Kofi Kingston, Jack Swagger & Mark Henry) después de una traición de Show. En Survivor Series el Team Kingston(Kofi Kingston, MVP, Mark Henry, R-Truth & Christian) derrotó al Team Orton (Randy Orton, Ted DiBiase, Cody Rhodes, CM Punk & William Regal).
En Royal Rumble interfirió durante la lucha entre Orton y Sheamus por el Campeonato de la WWE de Sheamus a favor de Orton, pero el árbitro descalificó a Orton por su interferencia. Tras esto, Orton le atacó a él y a DiBiase. Más tarde, participó en la Royal Rumble, pero fue eliminado por Shawn Michaels. Luego inició un feudo con Randy Orton, o que llevó a que junto a DiBiase se revelaran a Orton y comenzaran a dar fin a The Legacy. Esto sucedería finalmente en el evento Elimination Chamber, donde interfirió dándole un tubo metálico a DiBiase para que pudiese eliminar a Orton del combate. Sin embargo la noche siguiente en Raw, Orton les abandonó y atacó durante un 6 Man Tag Team Match, por lo que la semana siguiente DiBiase & Rhodes atacaron a Orton en venganza a aquello. Debido a esto, tuvo una lucha con Randy Orton y Ted DiBiase en WrestleMania XXVI pero ganó Orton. Además, durante esta lucha, DiBiase y Rhodes se pelearon, separándose definitivamente.

#### Dashing y Undashing (2010–2011)

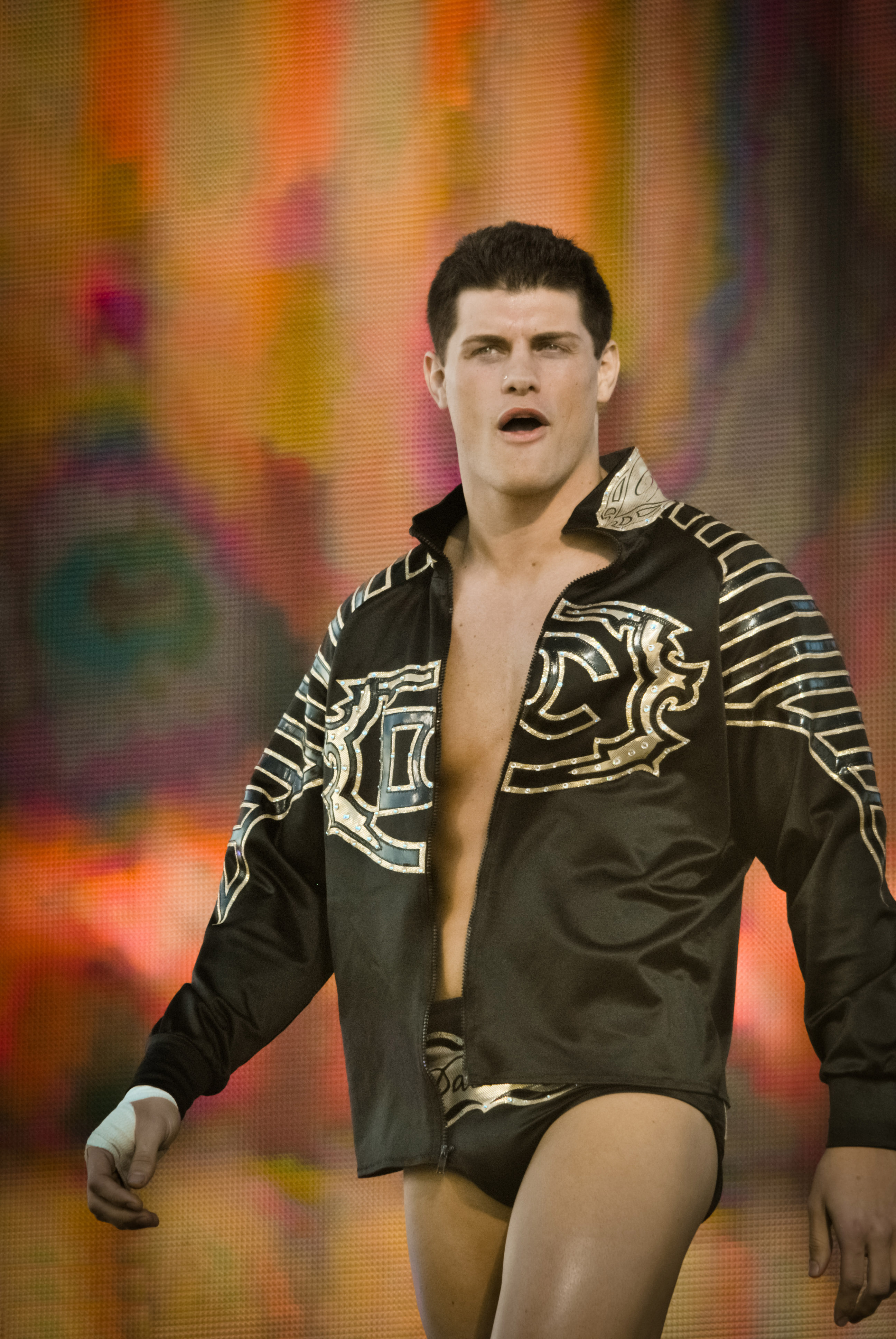
«Dashing» Cody Rhodes, en diciembre de 2010.

Debido al WWE 2010 Supplemental Draft, fue traspasado de Raw a SmackDown. Hizo su debut para la marca el 30 de abril en SmackDown, derrotando a John Morrison. Participó en el pequeño torneo por el vacante Campeonato Intercontinental, pero fue derrotado por Christian en la primera ronda. El 1 de junio de 2010 se anunció durante el último capítulo de NXT que sería el mentor de Husky Harris. Tras esto el 25 de junio salió al ring con Husky Harris dando a conocer su nuevo nombre que sería "Dashing" Cody Rhodes, con un nuevo gimmick. Participó en el SmackDown! Money in the Bank, el cual no ganó, siendo el ganador Kane. Tras esto, formó un equipo con Drew McIntyre, con quién obtuvo un par de victorias contra Christian y Matt Hardy en las siguientes ediciones de SmackDown. El 17 de septiembre, él y McIntyre derrotaron a los Campeones de Parejas The Hart Dynasty (Tyson Kidd & David Hart Smith). En Night of Champions luchó junto a McIntyre en un Tag Team Turmoil Match, obteniendo el Campeonato de Parejas de la WWE al derrotar al último equipo integrado por Mark Henry & Evan Bourne; pero los perdieron en Bragging Rights ante los miembros de The Nexus, John Cena & David Otunga. Luego en Smackdown! junto a McIntyre perdieron ante Kofi Kingston & Big Show, separándose así su equipo de él y McIntyre. En Survivor Series, el Team Mysterio (Rey Mysterio, Kofi Kingston, Montel Vontavious Porter, Chris Masters & Big Show) derrotó al Team Del Rio (Alberto Del Rio, Jack Swagger, Tyler Reks, Cody Rhodes & Drew McIntyre. Tras esto, derrotó a Rey Mysterio, clasificándose para el torneo del King of the Ring, pero perdió en la primera ronda ante John Morrison.
El 4 de enero (transmitido el 7 de enero) participó en un combate para dar a conocer al retador #1 por el Campeonato Mundial de Peso Pesado de Edge contra Drew McIntyre, Dolph Ziggler y The Big Show, siendo el ganador Ziggler. Tras esto, sufrió una lesión (Kayfabe) durante un combate contra Rey Mysterio cuando le aplicó un "619", desfigurándole el rostro y no dejándole participar en Royal Rumble. Hizo su regreso el 25 de febrero con un personaje más oscuro, creyéndose completamente desfigurado y usando una tenebrosa máscara como el Fantasma de la Ópera, atacando junto a su padre a Rey Mysterio, quitándole la máscara. Ambos se enfrentaron en WrestleMania XXVII, donde Rhodes derrotó a Mysterio después de un golpe ilegal. Su feudo continuó en Extreme Rules, donde fue derrotado por Mysterio en un Falls Count Anywhere Match.

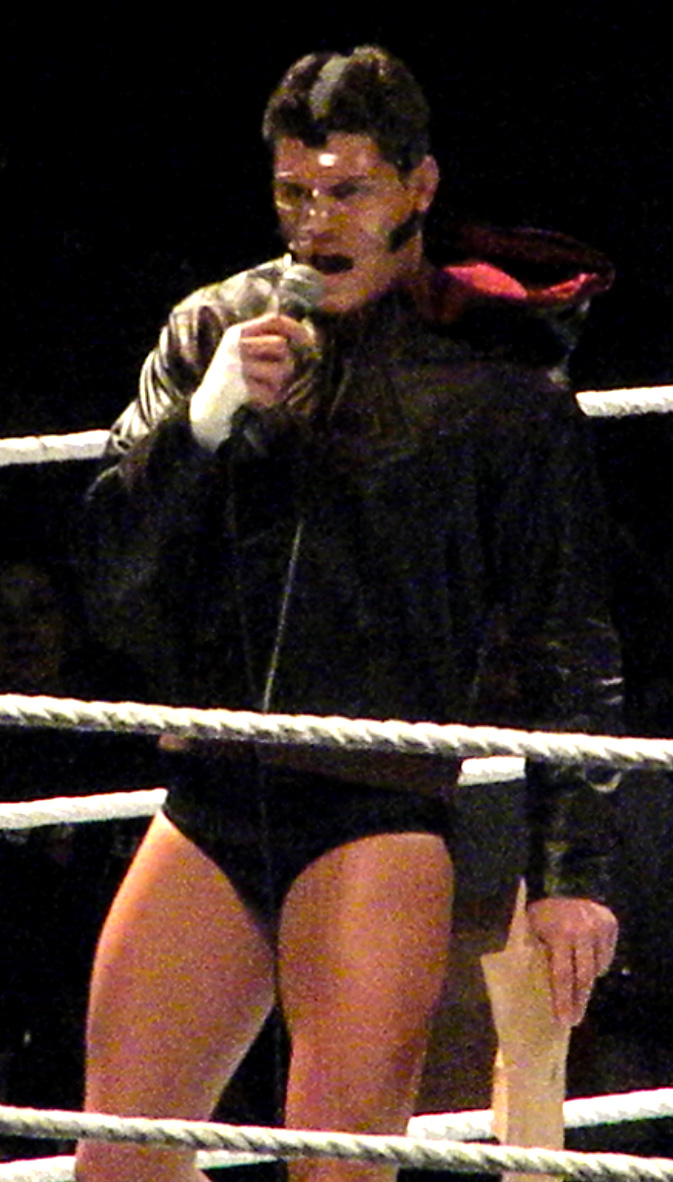
Rhodes usando su máscara protectora y sosteniendo bolsas de papel en junio de 2011.

Tuvo una lucha el 13 de mayo en SmackDown contra Ted DiBiase en la que obtuvo la victoria después de un Cross Rhodes. La semana siguiente, Rhodes acudió en ayuda de DiBiase durante su combate, volviendo a formar equipo. Después empezó un feudo con Daniel Bryan atacándole en varias semanas junto a DiBiase, aunque Bryan luego fue ayudado por Sin Cara empezando un feudo entre ellos que los hizo enfrentarse en varias luchas individuales. En el Raw All Stars luchó junto a DiBiase & Wade Barrett contra Bryan, Sin Cara & Ezekiel Jackson perdiendo. En SmackDown ambos equipos se enfrentaron en la revancha, siendo derrotados nuevamente. Luego Rhodes y DiBiase entraron en feudo con Ezekiel Jackson enfrentándose junto a DiBiase contra Jackson y Daniel Bryan derrotadoles en varias ocasiones. En Money in the Bank, participó en el SmackDown! Money in the Bank Ladder Match, pero fue derrotado por Bryan.

#### Campeón Intercontinental (2011-2012)
En las grabaciones de SmackDown del 9 de agosto (transmitidas el 12 de agosto) ganó su primer Campeonato Intercontinental contra Ezekiel Jackson después de un Disaster Kick y un Cross Rhodes.  A la semana siguiente logró retener el título ante Ezekiel Jackson  en un combate de revancha en las grabaciones de smackdown. El 26 de agosto en SmackDown!, Randy Orton derrotó a Ted DiBiase. Luego del combate, Cody subió al ring y atacó a DiBiase para luego colocarle una bolsa de papel en la cabeza, dando terminó a su alianza e iniciando un feudo. Ambos se enfrentaron en Night of Champions con el Campeonato Intercontinental en juego, pero Rhodes venció a DiBiase. En Raw del 26 de septiembre salió victorioso defendiendo su título en una Battle Royal de 10 hombres generada por Triple H. En Hell in a Cell, reintrodujo el antiguo diseño del Campeonato Intercontinental, tirando el otro a la basura. Esa misma noche, lo retuvo ante John Morrison. Las siguientes semanas siguió su feudo con Orton, atacándolo después de un combate contra Mark Henry en Raw. Sin embargo, perdió ante Orton en Vengeance en un combate no titular. Tras desenmascararse, participó en Survivor Series, el Team Barrett (Wade Barrett, Rhodes, Hunico, Jack Swagger & Dolph Ziggler) derrotó al Team Orton (Orton, Kofi Kingston, Sin Cara, Sheamus & Mason Ryan), quedando Cody como único superviviente junto a Barrett. Luego de finalizar su feudo con Orton, comenzó un feudo con Booker T, luego que Rhodes dijera que Booker lo insultaba en los comentarios. Rhodes tubo que defender por consecuencia el Campeonato Intercontinental ante Booker T en TLC: Tables, Ladders & Chairs, llevándose la victoria después de atacar a Booker tres veces la misma noche. Rhodes tuvo que enfrentarse a Booker T nuevamente en Raw en la edición del 26 de diciembre, donde fue derrotado.
Rhodes defendió con éxito su Campeonato Intercontinental en el primer SmackDown del año frente a Booker T, terminando su feudo con él. Durante enero de 2012 comenzaría un corto feudo con Justin Gabriel en torno al Campeonato Intercontinental, luego de que Cody atacara a Hornswoggle. Rhodes enfrentó a Gabriel en distintas ocasiones, ganando todos los combates. Participó en el Royal Rumble entrando como el #4, aguantando 41:55 minutos y logrando eliminar a 6 superestrellas, entre ellas Booker T, hasta que fue eliminado por The Big Show. En el PPV: Elimination Chamber luchó por el Campeonato Mundial Peso Pesado de la WWE, eliminando a The Big Show pero segundos más tarde fue eliminado por Santino Marella, iniciando un feudo por la eliminación de Show. Durante semanas previas Rhodes se burló de Show por sus derrotas de los Wrestlemanias pasados. En WrestleMania XXVIII defendió el Campeonato Intercontinental frente a Show, siendo derrotado y perdiendo el Campeonato. Sin embargo, recuperó el título en Extreme Rules en un Tables Match al hacer que Show rompiera una mesa con su pierna. El feudo entre ambos terminó el 7 de mayo en Raw, luego de que ambos se enfrentaran por el Campeonato Intercontinental, sin embargo Show ganó por cuenta fuera del ring, lo que provocó que Rhodes retuviera el título. Sin embargo, en Over the Limit, fue derrotado por Christian perdiendo el Campeonato Intercontinental. En No Way Out obtuvo su revancha por el título contra Christian, pero no logró ganar. Tras esto, en Money in the Bank participó en el Money in the Bank Ladder Match por una oportunidad por el Campeonato Mundial Peso Pesado, pero no logró ganar.
Tras esto, empezó nuevamente un feudo con el luchador enmascarado Sin Cara. Rhodes se había obsesionádo por quitarle la máscara al luchador, diciendo que, "como él en el pasado, la llevaba porque era feo". Tuvieron varios combates, donde Rhodes intentó quitársela. En Night of Champions se enfrentó a Sin Cara en un combate por el Campeonato Intercontinental en el que también lucharon Rey Mysterio y el campeón (y ganador), The Miz.

#### Team Rhodes Scholars (2012-2013)

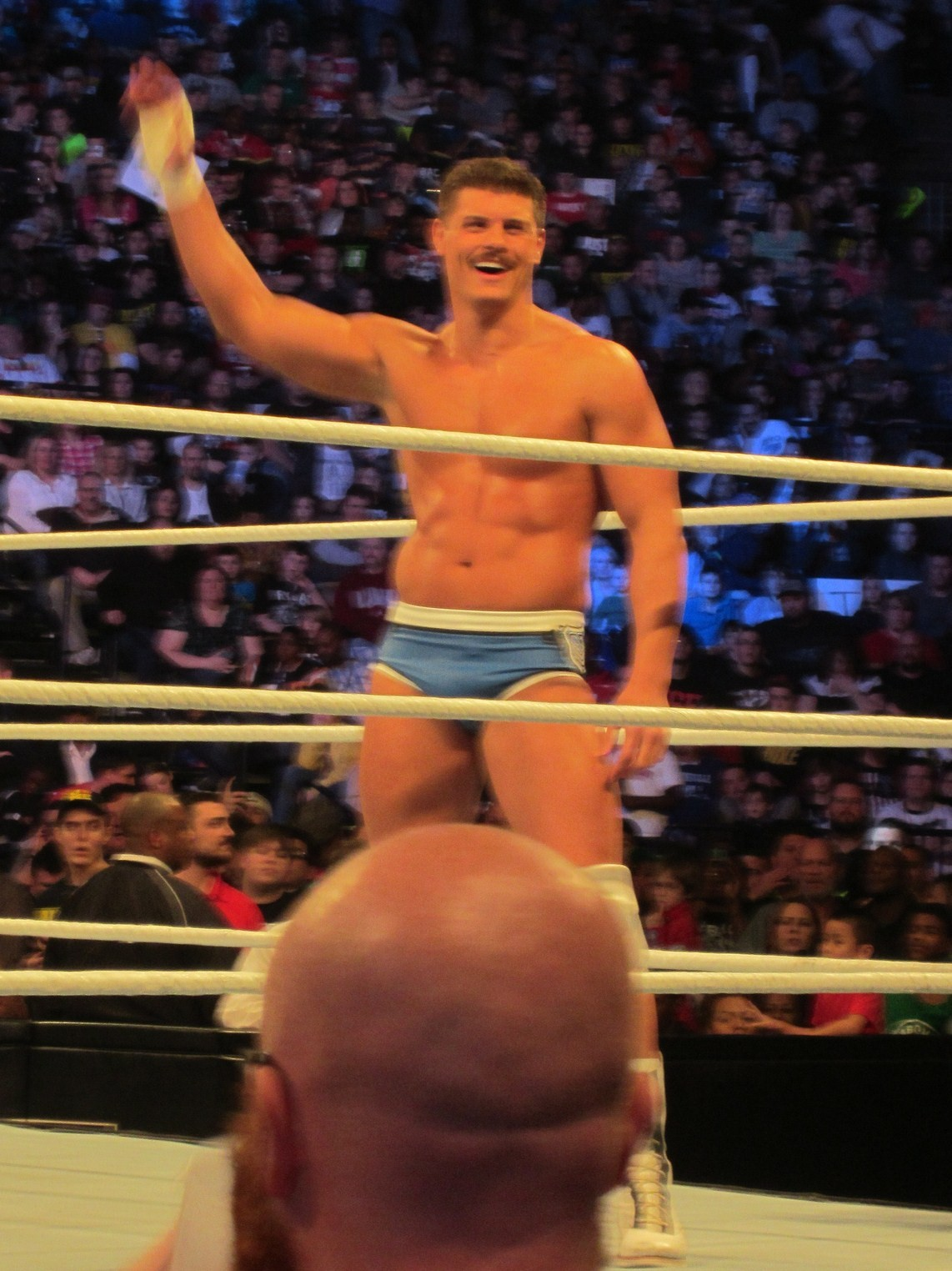
Rhodes luciendo un bigote tras su regreso de una lesión.

En el episodio del 21 de septiembre de SmackDown!, Cody Rhodes formó oficialmente un equipo con Damien Sandow para enfrentarse a los Campeones en Parejas de la WWE Daniel Bryan & Kane. El combate entre ambos equipos fue postergado debido a que finalizó en descalificación, luego de que Rhodes atacara a Kane con una silla. La semana siguiente en Raw, Cody Rhodes & Damien Sandow atacaron a Daniel Bryan & Kane luego de que los estos supieran el nombre que había elegido el Universo de la WWE (mediante votación web) para su equipo: Team Hell No. En el episodio siguiente, el equipo ya conocido como The Rhodes Scholars, se inscribieron en un Torneo para enfrentar a los Campeones en Parejas de la WWE. Durante los siguientes programas de Raw, lograron derrotar a los otros equipos llegando a la final, donde debían enfrentar a Rey Mysterio & Sin Cara; a quienes derrotaron el 28 de octubre en Raw. Team Rhodes Scholars se enfrentó a Team Hell No en Hell in a Cell. Ganaron el combate, sin embargo, no consiguieron los Campeonatos en Parejas de la WWE; ya que la condición de victoria fue por descalificación. La noche siguiente en Raw, el Team Rhodes Scholars fue seleccionado para formar parte del Team Punk (posteriormente Team Ziggler) para enfrentar al Team Foley en Survivor Series. Sin embargo el 14 de noviembre en Main Event durante un combate por los Campeonatos en Parejas frente a Team Hell No, sufrió una torcedura muscular y una conmoción cerebral, resultando en él siendo removido de la lucha tradicional en equipos del evento.
Rhodes regresó de su lesión el 10 de diciembre en Raw, luciendo un bigote, donde él y Sandow derrotaron a Primo & Epico, The Prime Time Players (Darren Young & Titus O'Neil) y The Usos en un Fatal Four-Way Tag Team Elimination Match para ganar el derecho de enfrentarse a Rey Mysterio y Sin Cara en una lucha de mesas en TLC: Tables, Ladders & Chairs. Seis días más tarde en el pago por visión, Team Rhodes Scholars derrotó a Mysterio y Sin Cara para convertirse en los contendientes número uno al Campeonato en Parejas. Team Rhodes Scholars recibió su oportunidad en el siguiente episodio de Main Event, pero nuevamente fueron derrotados por Team Hell No.
En Royal Rumble, Team Rhodes Scholars obtuvo una nueva oportunidad por el Campeonato en Parejas de la WWE contra Team Hell No pero fueron derrotados nuevamente. En el mismo evento Rhodes participó en el Royal Rumble Match entrando de #3, logrando eliminar a Santino Marella, Goldust, Brodus Clay y Kofi Kingston, pero fue eliminado por John Cena. Durante el episodio siguiente de SmackDown, Cody y Sandow acordaron disolver el equipo, pero que se mantendrían como mejores amigos. A pesar de esto, se reunieron en el Pre-Show de Elimination Chamber, donde Team Rhodes Scholars fueron derrotados por Tensai & Brodus Clay. Durante las siguientes semanas ambos continuaron luchando juntos, comenzando un feudo con Tons of Funk (Tensai & Clay). Ambos equipos se enfrentaron el 25 de marzo en Raw, con victoria para Rhodes Scholars. Tras esto, se pactó un combate en WrestleMania 29 entre Rhodes Scholars & The Bella Twins contra Tons of Funk & The Funkadactyls. Sin embargo, por falta de tiempo no pudo darse, siendo pasada al Raw del día siguiente, donde fueron derrotados. Tras esto, volvió a luchar individualmente, teniendo varios combates semanales. En el Pre-Show de Extreme Rules fue derrotado por The Miz por sumisión.
En junio, Cody ayudó a Damien Sandow durante su feudo con Sheamus, derrotándolo en un Handicap Match el 17 de junio en Raw. Sin embargo, la semana siguiente en Raw, Rhodes fue derrotado por Sheamus. Cody y Sandow fueron elegidos como participantes del Money in the Bank por una oportunidad al Campeonato Mundial Peso Pesado en Money in the Bank. Al final del combate, Cody intentó conseguir el maletín, pero fue traicionado por Sandow, quien le tiró de la escalera y consiguió el maletín. Al día siguiente en Raw, Cody cambió a Face al atacar a Sandow iniciando un feudo. El 26 de julio en SmackDown!, provocó la derrota de Sandow frente a Randy Orton tras arrebatarle su maletín y después lanzarlo al Golfo de México. En SummerSlam finalmente enfrentó a su examigo Damien Sandow consiguiendo derrotarlo. Al día siguiente en Raw se enfrentaron en la revancha, venciendo Rhodes a Sandow nuevamente.

#### The Brotherhood (2013-2014)

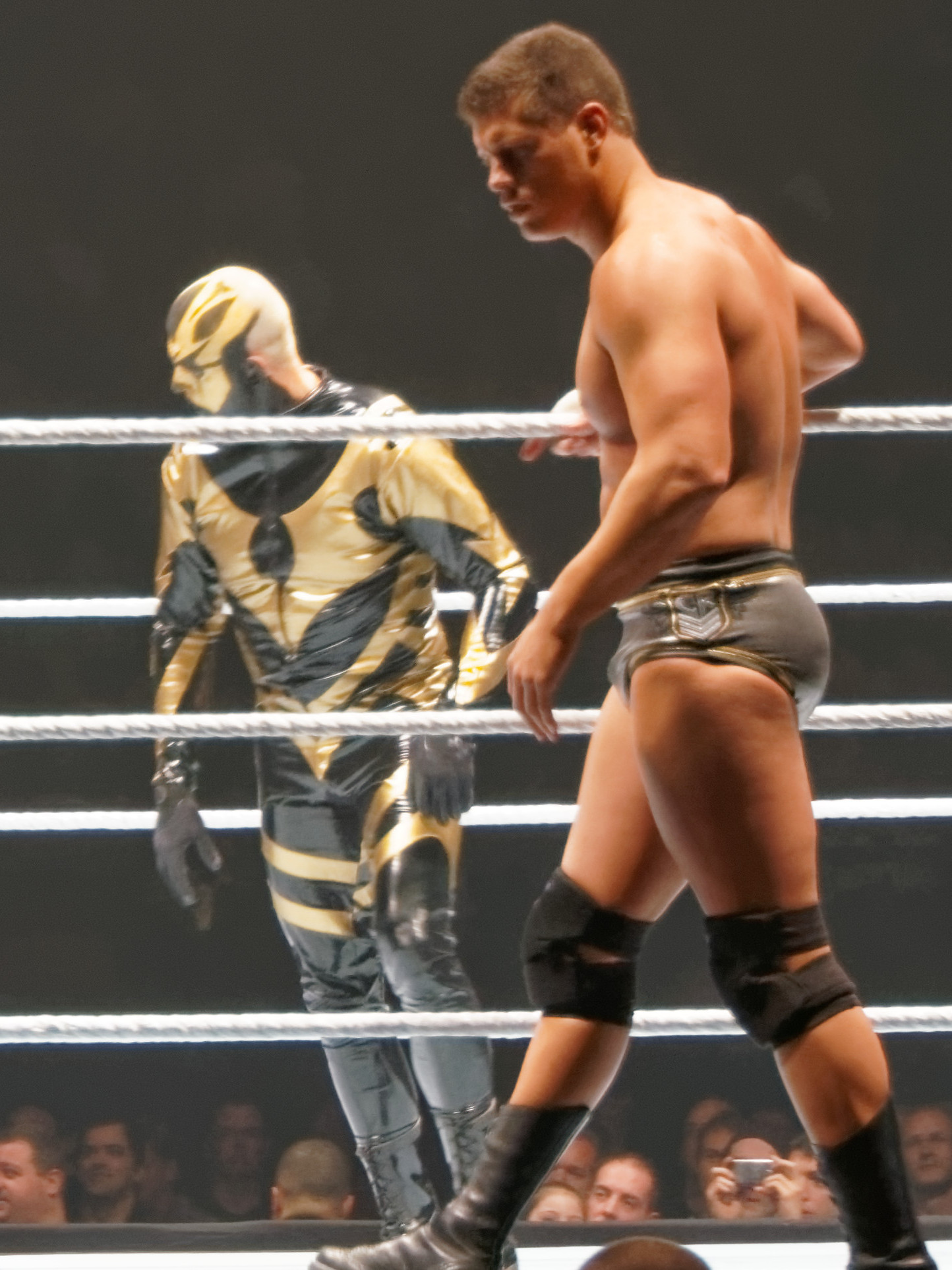
Cody Rhodes Junto a Goldust en 2013.

El 2 de septiembre en Raw, enfrentó al Campeón de la WWE Randy Orton en un combate no titular, siendo derrotado por lo cual Triple H lo despidió (kayfabe). En realidad, se tomó unas vacaciones para enfocarse en su matrimonio. Regresó el 23 de septiembre en Raw, atacando por sorpresa a The Shield junto con su hermano Goldust. El 30 de septiembre Triple H dio una oportunidad a Cody y a Goldust para recuperar su trabajo y era enfrentarse a The Shield (Seth Rollins y Roman Reigns); con la condición que si ganaban recuperarían sus puestos pero, si perdían, no volverían a trabajar en la WWE y su padre, Dusty Rhodes sería despedido. 
En Battleground, Cody & Goldust derrotaron a The Shield, ganando de nuevo sus puestos en la empresa. El 14 de octubre en Raw junto con Goldust vencieron nuevamente a The Shield (Seth Rollins & Roman Reigns) en un No Disqualification Match con ayuda de The Big Show, convirtiéndose en Campeones en Parejas. En Hell in a Cell, retuvieron los títulos frente a The Shield y The Usos. El 22 de noviembre en SmackDown, Rhodes & Goldust se enfrentaron a The Real Americans (Jack Swagger & Antonio Cesaro) en un combate por los Campeonatos en Parejas, logrando retenerlos. En el evento Survivor Series formaron equipo con The Usos & Rey Mysterio enfrentando a The Shield & The Real Americans, pero fue eliminado por Roman Reigns y su equipo fue derrotado. En TLC: Tables, Ladders & Chairs, retuvieron los Campeonatos en Parejas frente a The Real Americans, Curtis Axel & Ryback y Big Show & Rey Mysterio.
Iniciando el 2014, junto a Goldust comenzaron un feudo con los veteranos The New Age Outlaws (Billy Gunn & Road Dogg), enfrentándose en el Kick-Off de Royal Rumble, donde perdieron los campeonatos. Durante el mismo evento participó en el Royal Rumble Match entrando como el número 4, pero fue eliminado accidentalmente por Goldust. Al día siguiente en Raw recibieron su revancha por los títulos frente a New Age Outlaws, pero ganaron por descalificación tras la intervención de Brock Lesnar, lo que no les permitió recuperar los títulos. La semana siguiente en Raw volvieron a enfrentarse a los New Age Outlaws por los títulos en un Steel Cage Match, pero no lograron ganar. En el Kick-Off de Elimination Chamber junto a Goldust derrotaron a Ryback & Curtis Axel. Tras esto, Rhodes y Goldust no tuvieron mucho éxito como equipo y a partir de abril los dos hermanos comenzaron a separarse, con Cody mostrando su frustración sobre Goldust sobre su mala racha. Esto culminó en Payback cuando fueron derrotados por RybAxel con Cody recibiendo el pinfall. Después de la lucha, Cody, creyendo que era solo un obstáculo para su hermano, le dijo a Goldust que encontrara un mejor compañero de equipo y dejó a su hermano en el ring. Después de Payback, Cody hizo varios intentos para encontrar un nuevo compañero de equipo para su hermano, reclutando a Sin Cara y Kofi Kingston para reemplazarlo en el equipo, pero con poco éxito. 

#### Stardust, frustraciones creativas y despido (2014-2016)
En el episodio del 16 de junio de Raw Cody debutó un nuevo personaje basado en el de Goldust, Stardust. Bajo esta nueva personalidad, completa con atuendo y maquillaje similares a los de su hermano, Rhodes realizaba ademanes inquietantes para distraer al público durante sus combates y usaba un "polvo de estrellas" (el significado literal de Stardust) para cegar a sus oponentes. Los dos rápidamente derrotaron a RybAxel. En Money in the Bank volvieron a enfrentarse a RybAxel, derrotándolos de nuevo.
En el episodio del 25 de agosto de Raw Stardust y Goldust cambiaron a heels después de perder un combate por descalificación ante The Usos después de que estos finjieran una lesión para no perder los títulos. Luego, empezaron a hablar de la Llave Cósmica, y como tenían que conseguirla. En Night of Champions, derrotaron a The Usos, consiguiendo los Campeonatos en Parejas de la WWE. En Hell in a Cell retuvieron los títulos ante The Usos. Stardust y goldust retuvieron los títulos nuevamente ante The Usos en smackdown ganando por descalificación. En Raw del 27 de octubre lograron retener los títulos ante Big Show y Mark Henry después de que estos tuvieron una discusión por los relevos que se daban entre sí, Big show derribó a stardust, pero Mark Henry atacó a Big show y puso a stardust sobre Big show generando el pinfall. Perdieron los títulos ante The Miz y Damien Mizdow en Survivor Series en un Fatal 4 Way, en la lucha también participaron The Usos y Los Matadores (Diego & Fernando). Comenzaron un pequeño feudo con el nuevo equipo The New Day siendo derrotados por Kofi Kingston y Big E el Kick-Off de TLC: Tables, Ladders, Chairs ... and Stairs.

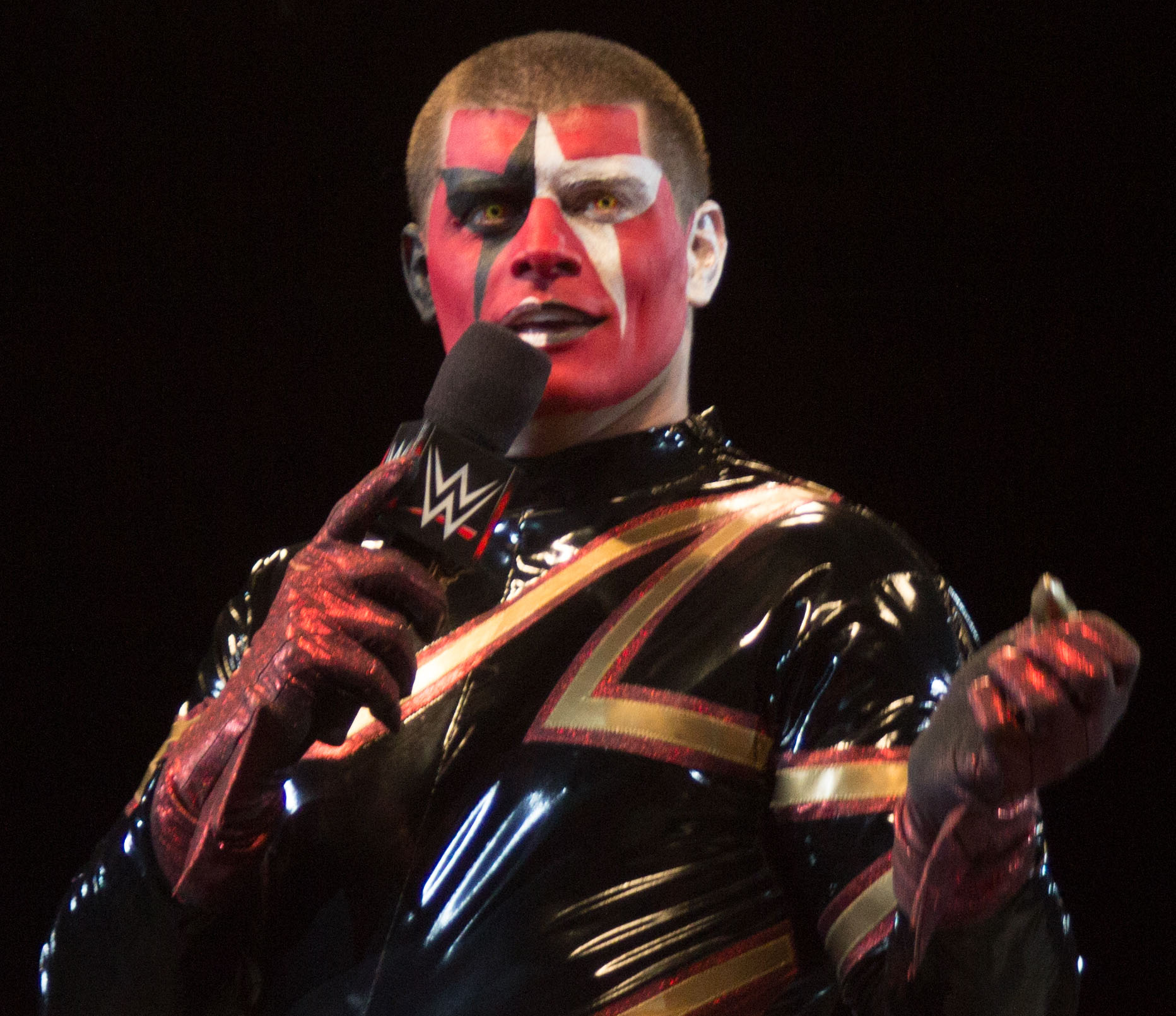
Rhodes caracterizado como Stardust, en enero de 2015.

En Royal Rumble participó en el Royal Rumble Match entrando como #13 y siendo eliminado por Roman Reigns, durando 12:49 minutos. El 2 de febrero en Raw, fueron derrotados por The Ascension y una vez más comenzaron las tensiones entre Goldust y Stardust. Tras el combate, Goldust le llamó "Cody" y Stardust respondió diciéndole que nunca volviera a referirse a él con ese nombre ya que Cody había muerto. El 16 de febrero en Raw traicionó a su hermano Goldust atacándolo luego de que fueran derrotados por The New Day, cambiando Goldust a Face. Luego, en WWE Fastlane fue derrotado por Goldust en un combate donde el público coreó "Cody, Cody, Cody" todo el combate. En WrestleMania 31 participó en un Ladder Match por el Campeonato Intercontinental pero no logró ganar siendo el ganador Daniel Bryan. El 6 de abril en Raw John Cena lanzó un reto abierto por el Campeonato estadounidense donde salió Stardust a luchar por el campeonato pero fue derrotado. Participó en el torneo King of the Ring, pero fue eliminado por R-Truth en la primera ronda el 23 de abril en Raw. Posteriormente, comenzó un feudo contra este último enfrentándose ambos en el Kick-Off de Payback, saliendo derrotado.
Con el paso del tiempo, el personaje de Stardust comenzó a parecerse a un supervillano de cómic, el cual lo llevó a iniciar un feudo con el actor Stephen Amell. El 25 de mayo en RAW, antes de su combate contra Neville (en donde salió derrotado), confrontó a Amell. El 31 de mayo en el KickOff del evento WWE Elimination Chamber obtuvo una victoria ante Zack Ryder. Después de un tiempo ausente debido a la muerte de su padre, hizo su regreso en RAW el 13 de julio derrotando a Neville en un combate que marcó el inicio de un feudo entre ambos. Después de eso, Stardust obtuvo una racha ganadora, venciendo a luchadores como Zack Ryder, R-Truth y Fandango. El 10 de agosto en RAW Stardust atacó a Neville después de su lucha contra King Barrett para luego ser atacado por Stephen Amell, quien se encontraba entre el público. En SummerSlam Stardust & Barrett fueron vencidos por Neville & Amell después de que Neville cubriera a Barrett. La noche siguiente en RAW Stardust atacó a Barrett.
En la edición del 3 de septiembre en SmackDown Stardust se unió a The Ascension después de atacar a Neville, formando el equipo The Cosmic Wasteland. El 11 de septiembre en Superstars Stardust venció a Jack Swagger. En el Kick-Off de Night of Champions The Cosmic Wasteland venció a Neville & The Lucha Dragons. El 1 de octubre en SmackDown The Cosmic Wasteland fue vencida por Neville & The Lucha Dragons en la revancha. En NXT TakeOver: Respect Stardust apareció como Cody Rhodes junto con su hermano Dustin Rhodes (Goldust) para felicitar a Finn Balor y a Samoa Joe por haber ganado el torneo Dusty Rhodes Tag Team Classic. En el Kick-Off de Survivor Series The Cosmic Wasteland, The Miz & Bo Dallas fueron vencidos por Goldust (quien hacia su regreso), The Dudley Boyz, Neville & Titus O'Neil en un 5 vs. 5 Survivor Series Traditional Match. Después de un tiempo ausente, Stardust hizo su regreso el 7 de diciembre en RAW pero fue vencido por Jack Swagger por rendición. El 21 de diciembre en el especial de los Slammy Awards en RAW Stardust le robo a Stephen Amell el premio a la celebridad del año. El 22 de diciembre en SmackDown The Cosmic Wasteland interrumpió a Santino Marella en backstage. En esa misma noche The Ascensión fue vencida por Titus O'Neil & Neville. Durante las siguientes semanas Stardust fue vencido varias veces por Titus O'Neil.
En Royal Rumble participó en el Royal Rumble Match como #14 pero fue eliminado por Luke Harper. El 15 de febrero en RAW Stardust se enfrentó a Dean Ambrose, Kevin Owens, Dolph Ziggler y a Tyler Breeze en un Fatal 5-Way por el Campeonato Intercontinental, resultando ganador Kevin Owens. El 21 de marzo en RAW se enfrentó a Sin Cara y Zack Ryder en una lucha por una oportunidad por el Campeonato Intercontinental pero terminaron sin resultado debido a que el campeón Kevin Owens interfirió en la lucha solo para ser atacado por Stardust, Sin Cara, Zack Ryder, Dolph Ziggler, The Miz y Sami Zayn. Debido a eso, se pactó un Ladder Match entre los siete luchadores por el campeonato en WrestleMania 32, en el que utilizó una vesitimenta algo similar a la de su padre Dusty Rhodes, pero cayó derrotado siendo el ganador Zack Ryder. Tras esto, tuvo una corta rivalidad con el debutante de NXT Apollo Crews, quien lo venció en todas las ocasiones.
El 21 de mayo fue despedido de la WWE tras solicitar su liberación, confirmándolo en su cuenta de Twitter. Runnels citó frustraciones con el departamento creativo de la WWE y su posición en la empresa como las principales razones de la petición de su salida, agregando que había "implorado" a los escritores para finalizar el gimmick de Stardust por más de seis meses y había dado algunas ideas para storylines, pero que fueron ignoradas.

### Total Nonstop Action Wrestling (2016-2017)
Tiempo después Rhodes firmó un contrato con la TNA. El 22 de septiembre se anunció que Rhodes debutaría en Bound for Glory bajo el nombre de Cody En Bound for Glory, debutó como face junto a su esposa Brandi Rhodes, para atacar a Mike Bennett y a su esposa Maria comenzando un feudo entre las dos parejas.
El 20 de octubre perdió ante Eddie Edwards por el Campeonato Mundial de TNA- Tras la lucha, María atacó a su esposa ante la mirada cómplice de Mike Bennett. Una semana más tarde, los Rhodes y los Bennett se enfrentaron en una Lucha Tag Team Mixta, en donde Cody y Brandi vencieron, para luego Cody ser atacado por Lashley, siendo su última aparición en la TNA por un tiempo.
Cody regresó a principios del 2017 para confrontar a Moose por creer que estaba siendo infiel con Brandi, por lo que empezó a atacarle por la espalda en cada show cada vez que Moose estaba distraído hasta que finalmente se confrontaron el 2 de marzo por el Impact Grand Championship donde Moose salió victorioso con 30 puntos sobre 27. Posteriormente, dejó Impact Wrestling por lo que, el título que ostentaba en Impact fue desactivado automáticamente.

### Ring of Honor (2016-2018)
El 26 de noviembre, Rhodes luchó por el Campeonato NEX GEN de la promoción independiente Global Force Wrestling, creada por el exluchador de la WWE y Cofundador de la TNA, Jeff Jarrett, venciendo a Sonjay Dutt y ganándolo, siendo su primer título fuera de la WWE. Además luchó en What Culture Pro Wrestling, en donde venció a Kurt Angle, ganando el Campeonato de Internet de la firma.
Luego, el 2 de diciembre debutó en Ring of Honor en el evento Final Battle, venciendo a Jay Lethal acompañado de Brandi, cambiando ambos a heel tras insultar a Lethal y Steve Corino.
Fue el campeón del título máximo de Ring Of Honor (ROH) al ganarle al anterior campeón Christopher Daniels en el evento ROH Best in the World 2017. El 23 de septiembre, se confirmó que Cody había firmado un contrato de varios años con ROH. El 15 de diciembre en Final Battle, Cody, ahora con cabello rubio decolorado, perdió el Campeonato Mundial de ROH ante el Dalton Castle.
Tiempo después Cody empezó a tener conflictos en el Bullet Club que lo llevaron a atacar por la espalda a Kenny Omega y empezar una batalla por el lidertado del grupo, que se llevara a cabo en Supercard of Honor XII
Cody se enfrentó a Jay Lethal por el Campeonato Mundial de ROH en Final Battle, pero perdió el combate. Al día siguiente, Cody, junto con The Elite, abandonó ROH.

### New Japan Pro-Wrestling (2016-2019)
El 10 de diciembre de 2016, Cody como el nuevo miembro de New Japan Pro-Wrestling y mencionaba sus pasados gimmicks y preguntaba si el mundo estaría listo para su nuevo gimmick: "La Pesadilla Americana". El 4 de enero de 2017 debutó derrotando a Juice Robinson en el Wrestle Kingdom 11. Después de derrotar a Michael Elgin en Dominion 6.11 in Osaka-jo Hall el 11 de junio, Cody desafió a Kazuchika Okada a un combate por el Campeonato Peso Pesado de la IWGP. La lucha tuvo lugar el 1 de julio en G1 Special in USA en Long Beach, California y fue ganado por Okada. El 13 de agosto, Cody y Bullet Club, compañero de Hangman Page, desafiaron sin éxito a War Machine (Hanson & Raymond Rowe) por el Campeonato en Parejas de la IWGP.
El 4 de enero, se enfrentó a Kota Ibushi en Wrestle Kingdom 12 siendo derrotado. Después de que Omega interrumpiera a Page para desafiar al nuevo campeón Jay White en The New Beginning in Sapporo, Cody atacó a Omega con la ayuda de Page, y finalmente fue detenido por Ibushi, pero con más preguntas sobre el liderazgo del Bullet Club. Esto finalmente llegaría a un punto crítico en G1 Special: in San Francisco el 7 de julio, donde Cody desafió sin éxito a Omega por su recién ganado Campeonato Peso Pesado de la IWGP. Después del combate, cuando el "BC Firing Squad" del King Haku, Tanga Roa y Tama Tonga atacaron a Kenny y al resto del Bullet Club, Tonga le ofreció a Cody la oportunidad de alinearse con ellos cuando le entregó una silla de acero para golpear a Omega, pero se negó golpeando a él y a Roa con la silla solo para que lo tumbaran cuando trató de golpear a Haku. Después de esto, se recuperó, ayudó a Omega a ponerse de pie, y se abrazaron junto con el resto del Bullet Club, restaurando así por completo el liderazgo en el lado de Elite a Omega y cambio a face en el proceso. 
El 30 de septiembre en Fighting Spirit Unleashed, Cody derrotó a Robinson para ganar el Campeonato Peso Pesado de los Estados Unidos de la IWGP, siendo esta su primer campeonato en NJPW. La última aparición de Cody en NJPW fue en Wrestle Kingdom 13 cuando perdió el título ante Juice Robinson en una revancha.

### All In (2018)
En 2017, Dave Meltzer sugirió que un espectáculo de lucha independiente no podría vender una arena de diez mil asientos en los Estados Unidos. Rhodes, junto con The Young Bucks, tuvieron la idea al planear un espectáculo específicamente con el propósito de atraer a diez mil fanáticos. El espectáculo, llamado "All In", se llevará a cabo el 1 de septiembre de 2018 en el Sears Center Arena e incluirá a muchos luchadores populares de diversas promociones, incluyendo Ring of Honor, New Japan Pro-Wrestling, Impact Wrestling y Lucha Underground, entre otros. El 13 de mayo de 2018, las entradas para "All In" se agotaron en 30 minutos.

### All Elite Wrestling (2019-2022)
El 1 de enero de 2019, Cody Rhodes presentó una nueva empresa; All Elite Wrestling, en la que él, junto con Matt y Nick Jackson, se desempeñará como vicepresidente ejecutivo.
Por muchos desacuerdos, especialmente en lo económico, el presidente de AEW Tony Khan, anunció a través de un comunicado emitido el 15 de febrero de 2022 la salida de Runnels y de su esposa Brandi Rhodes, quienes fueron los fundadores de la compañía de lucha libre profesional.

### Lucha Libre AAA Worldwide (2019)
El 16 de marzo de 2019, Cody Rhodes hizo su primera aparición en la empresa mexicana Lucha Libre AAA Worldwide (AAA) para reafirmar su alianza con All Elite Wrestling (AEW) siendo entrevistado por Hugo Savinovich, pero sin embargo fue interrumpido por Los Mercenarios para luego ser atacado por Taurus. El 18 de julio de 2019, Cody hizo su debut en Aguascalientes haciendo equipo con MJF donde salieron derrotados contra Daga y Taurus.
El 3 de agosto en Triplemanía XXVII, Cody junto con Psycho Clown y el debutante Caín Velásquez derrotaron a Killer Kross, Rey Escorpión y Texano Jr.

### Regreso a WWE (2022–presente)

#### Feudo con Seth Rollins y lesión (2022-2023)
El 18 de marzo de 2022, distintas fuentes saldaron que Cody había firmado un contrato con la WWE, en el cual pasará a formar parte del elenco de Raw. En WrestleMania 38, Rhodes regresó a la WWE tras 6 años de ausencia, siendo presentado por Vince McMahon como el misterioso oponente de Seth Rollins, con quién se desarrolló la lucha y ganó. En el episodio del 11 de abril de Raw, Rhodes tuvo su primera lucha televisada en dicha marca tras seis años al vencer a The Miz, solo para después ser confrontado por Rollins, siguiendo su rivalidad con este. En WrestleMania Backlash, Rhodes derrotó nuevamente a Rollins en otro gran combate. A la semana siguiente en Raw, Cody se enfrentó a Austin Theory en un combate por el Campeonato de los Estados Unidos, que ganaría por descalificación gracias a la intervención de Rollins, por lo que el título no cambió de manos. Antes de su enfrentamiento contra Rollins en el evento Hell in a Cell, Rhodes sufrió un desgarro legítimo del músculo pectoral, que había ocurrido durante un segmento en el Raw anterior al evento. La lesión se agravó cuando el músculo se desgarró por completo del hueso mientras Rhodes estaba entrenando con pesas en los días previos al evento. Un lesionado Rhodes finalmente pudo ingresar al combate con una enorme mancha de piel descolorida, para derrotar a Rollins en un Hell in a Cell match tras golpearle con un mazo. La lucha recibió muchas críticas positivas por parte de luchadores de diferentes promociones y leyendas de la lucha libre profesional gracias al estilo de ambos contendientes y no solo eso, sino por la tenacidad y resistencia del mismo Cody.
Al siguiente Raw, Rhodes habló sobre su lesión durante hasta que Rollins salió a estrecharle la mano, luego, cuando Rhodes salía, fue atacado por detrás a manos de Rollins con el mazo. Poco tiempo después, la WWE confirmaría su lesión con un plazo de aproximadamente nueve meses de recuperación, es decir, el resto del año. 
Apareció en el episodio del 26 de diciembre de Raw desde el TitanTron, donde habló sobre un posible cuarto combate entre los dos, pero finalmente decidió enfocarse en el Campeonato de la WWE (algo que había prometido en homenaje a su difundo padre Dusty) para su regreso.

#### Terminar la historia (2023–2024)
El 28 de enero de 2023 en Royal Rumble, Rhodes finalmente regresó para ingresar al Royal Rumble match masculino, el cual finalmente ganaría tras eliminar a cinco luchadores. Con esto, se convierte en el quinto luchador después de The Undertaker, John Cena, Triple H y Brock Lesnar en ganar este combate entrando como el #30. En el Raw siguiente, Rhodes desafió a Roman Reigns por el Campeonato Universal Indiscutible de la WWE en WrestleMania 39; más adelante WWE confirmó la lucha. Luego pasaría a caer derrotado ante Reigns por los títulos después de la interferencia de Solo Sikoa en la Noche 2 del evento. El resultado fue blanco de críticas, ya que muchos fanáticos y colegas de Rhodes (como Sammy Guevara) expresaron su decepción, creyendo que WWE arruinó lo que debería haber sido un momento decisivo para Cody y la oportunidad de terminar el WrestleMania de este año con una nota positiva.
El 3 de abril de 2023 en Raw, Rhodes confrontó y desafió a Reigns a una revancha solo para que este se negara. No obstante, luego desafió a Reigns y Sikoa a una lucha por equipos más tarde esa noche, y Reigns aceptó con la condición de que el compañero de Rhodes fuera alguien que compitiera en WrestleMania 39, pero que esa persona no pudiera desafiarlo por sus títulos mientras fuese el campeón. Entonces Rhodes eligió a Brock Lesnar, sin embargo, el combate nunca ocurrió debido a que Rhodes fue agredido brutalmente por Lesnar antes de que el árbitro mandara a sonar la campana. Esto daría inició a una rivalidad entre ambos, con Rhodes llevándose una victoria sobre Lesnar en el evento Backlash celebrado en Puerto Rico. En el episodio del 8 de mayo de Raw, Rhodes desafió a Finn Bálor y The Miz en el Torneo por el Campeonato Mundial Peso Pesado, pero no pudo ganar debido a la interferencia de Lesnar. La revancha entre Rhodes y Lesnar se llevó a cabo en Night of Champions, donde sufrió una lesión en el brazo (kayfabe) que ayudó a Lesnar a derrotarlo. Después entró en un breve duelo con Dominik Mysterio al decir que era un "error" de su padre haciéndolo enojar; ambos se enfrentaron en Money In The Bank con victoria para Rhodes. La trilogía con Lesnar llegaría a su final en el evento SummerSlam, llevándose la victoria; después del combate ambos se dieron la mano en señal de respeto.
Luego en Payback, Cody apareció como invitado en The Grayson Waller Effect, anunciando que el miembro anterior del roster de SmackDown, Jey Uso, que recientemente había "dejado" WWE, sería reintegrado como miembro del roster de Raw. Sin embargo, luchadores como Drew McIntyre, Kevin Owens y Sami Zayn no confiaron en Jey después de su participación con The Bloodline en sus respectivas historias, a pesar de los argumentos de Cody. Posteriormente él y Jey comenzaron un feudo con The Judgment Day (Finn Bálor, Damian Priest, Dominik Mysterio & Rhea Ripley) por sus intentos de reclutar a Jey. En Fastlane el 7 de octubre, Rhodes y Jey ganaron el Campeonato Indiscutible en Parejas de la WWE de manos de Bálor y Priest, logrando su primera victoria de campeonato desde su regreso a WWE, y su primera victoria titular en parejas desde 2014. Bajo el título Indiscutido, esta fue su cuarto reinado con el Campeonato en Parejas de Raw (que fue conocido como Campeonato en Parejas de la WWE durante sus primeros tres reinados) y su primer reinado con el Campeonato en Parejas de SmackDown. Rhodes y Jey retuvieron sus títulos contra Kevin Owens & Sami Zayn en el siguiente episodio de Raw, frente a Austin Theory & Grayson Waller en el siguiente episodio de SmackDown. Sin embargo, perderían los títulos ante Bálor y Priest en una revancha en el episodio del 16 de octubre de Raw después de la interferencia de Jimmy Uso, terminando un corto reinado de 9 días. En el episodio del 13 de noviembre, Rhodes y Jey no lograron recuperar los títulos de Bálor y Priest después de la interferencia de Drew McIntyre. En Survivor Series: WarGames el 25 de noviembre, el equipo de Rhodes, Jey, Zayn, Seth Rollins y Randy Orton derrotaron a The Judgment Day, McIntyre y JD McDonagh en un WarGames match.
En el episodio del 27 de noviembre de Raw, Rhodes anunció que el 27 de enero de 2024, competiría en el Royal Rumble masculino en Royal Rumble, el cual ganó luego de eliminar a CM Punk, el último luchador de la contienda. Esta fue la primera vez que alguien ganó dos combates Rumble consecutivos desde que Stone Cold Steve Austin ganó en 1997 y 1998. Después de que Rhodes ganó, señaló al Campeón Universal Indiscutible de WWE Roman Reigns. Sin embargo, en el episodio del 2 de febrero de SmackDown, Rhodes dijo que no retaría a Reigns en WrestleMania XL; posteriormente, The Rock apareció para encarar a Reigns, con Rhodes dándole la mano a Rock y abandonando el ring, siendo esto último un blanco de críticas debido a la construcción que se le había dado al personaje de forma repentina queriendo eliminarlo sin más. El descontento de los fanáticos ante este suceso se hizo visible en redes sociales, obligando a WWE a replantearse la decisión durante una conferencia de prensa realizada el 9 de febrero, donde Rhodes determinó su postura como ganador del Royal Rumble, escogiendo a Roman Reigns como su oponente para WrestleMania.

#### Campeón Indiscutible de WWE (2024–2025)

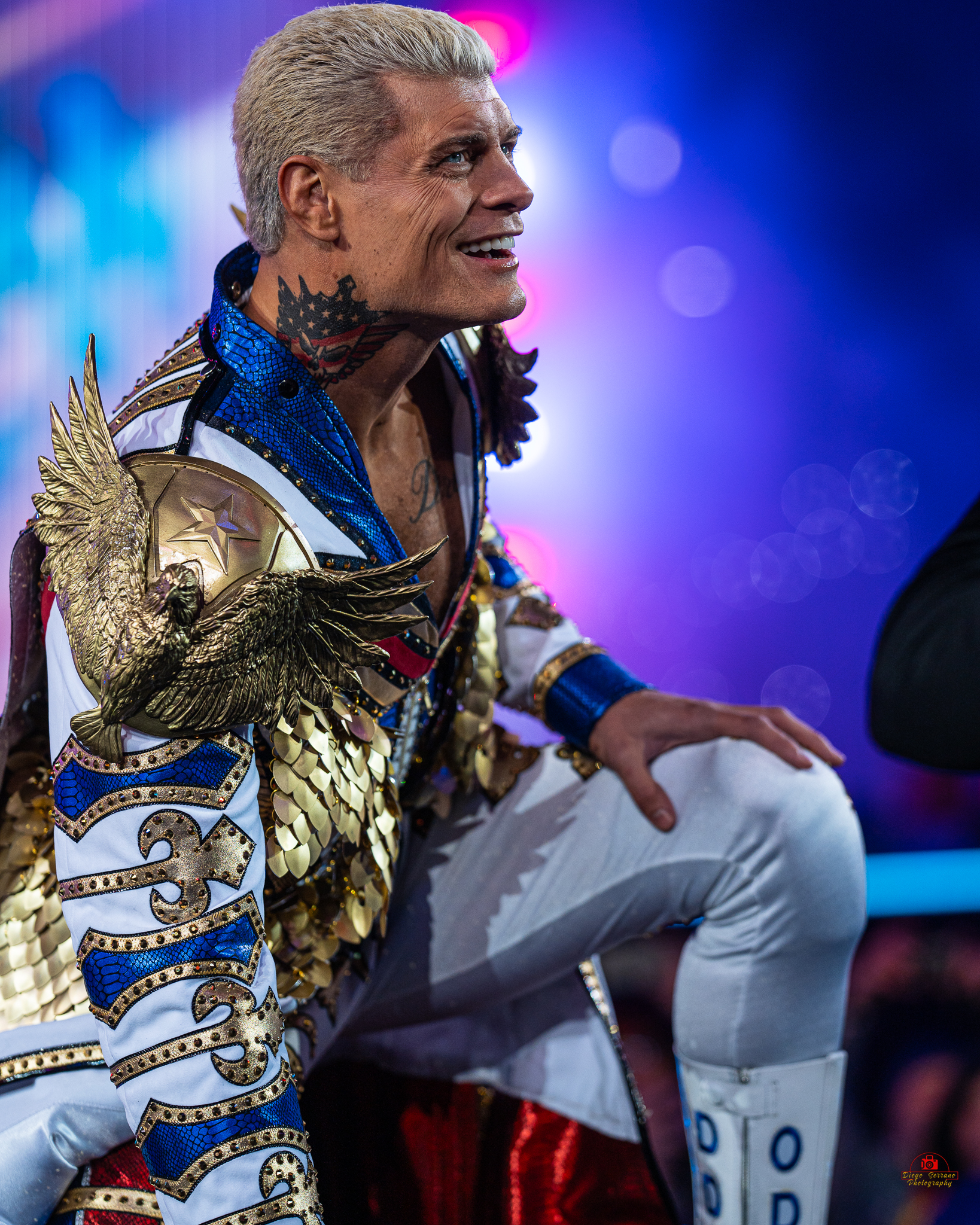
Rhodes haciendo su entrada en WrestleMania XL, abril de 2024.

El 6 de abril de 2024, en la primera noche de WrestleMania XL, Rhodes y el Campeón Mundial de Peso Pesado Seth Rollins, perdieron en una lucha por equipos ante The Rock y Roman Reigns, lo que le dio la ventaja a este último de que la lucha titular entre ambos en la segunda noche de WrestleMania tuvieras reglas Bloodline. No obstante, al día siguiente logró derrotar a Reigns para capturar el Campeonato Indiscutible de WWE, su primer campeonato mundial en WWE. Luego tuvo su primera defensa exitosa contra AJ Styles en Backlash France donde Dave Meltzer le dio una calificación de 5 estrellas. Luego su siguiente defensa fue contra el Campeón de los Estados Unidos Logan Paul donde este último prometió no usar manoplas para el combate. En el evento King and Queen of the Ring, Rhodes retuvo el título ante Paul a pesar del uso ilegal con la manopla de este último.
En SmackDown del 31 de mayo, Rhodes salió a agradecerle a AJ Styles a nombre de todo el roster por su supuesto retiro, pero terminó siendo una trampa para que Styles atacará a Rhodes reanudando su rivalidad. Y luego se pactó una "I Quit match" entre ambos para el evento WWE Clash at the Castle en Glasgow, Escocia. 
En el evento, Rhodes salió victorioso al intentar golpear a Styles con los escalones pero este último se rindió antes, pero aun así lo golpeó. Durante su celebración, Solo Sikoa junto a los Tongas atacaron a Rhodes pero fueron detenidos por Kevin Owens y Randy Orton.
En 2025, Rhodes inició una rivalidad con John Cena, quien ganó el Elimination Chamber 2025, celebrado en Toronto, Canadá, obteniendo así la oportunidad de enfrentarse a Rhodes por el Campeonato Indiscutido de la WWE. Posteriormente, Cena unió fuerzas con The Rock, quien originalmente buscaba reclutar a Rhodes para su causa; sin embargo, tras ser rechazado, fue Cena quien ocupó su lugar atacando al campeón. 
El 20 de abril de 2025, Cody Rhodes perdió su título indiscutido de la WWE contra John Cena en el evento estelar de la noche dos de WrestleMania 41 en Las Vegas, Nevada. Cena, con ayuda del rapero estadounidense Travis Scott, aseguró su victoria obteniendo su campeonato mundial número 17 en WWE. Con esta derrota, terminó su reinado después de 9 defensas y 378 días como campeón. 
Tras una breve ausencia en televisión, Rhodes regresó el 24 de mayo en el Main Event del Saturday Main Event XXXIX, para ayudar a Jey Uso tras un ataque de John Cena y Logan Paul, antes de retarlos a un combate por equipos en Money in the Bank. En dicho evento, el 7 de junio, Rhodes y Uso derrotaron a Cena y Paul tras una asistencia del retornado R-Truth, con Rhodes venciendo a Cena. Tras Money in the Bank, Rhodes compitió en el King of the Ring de 2025, donde finalmente ganó el torneo tras derrotar a Randy Orton en la final de Night of Champions el 28 de junio, obteniendo así un combate por el Campeonato Indiscutible de la WWE en SummerSlam.

## Vida personal

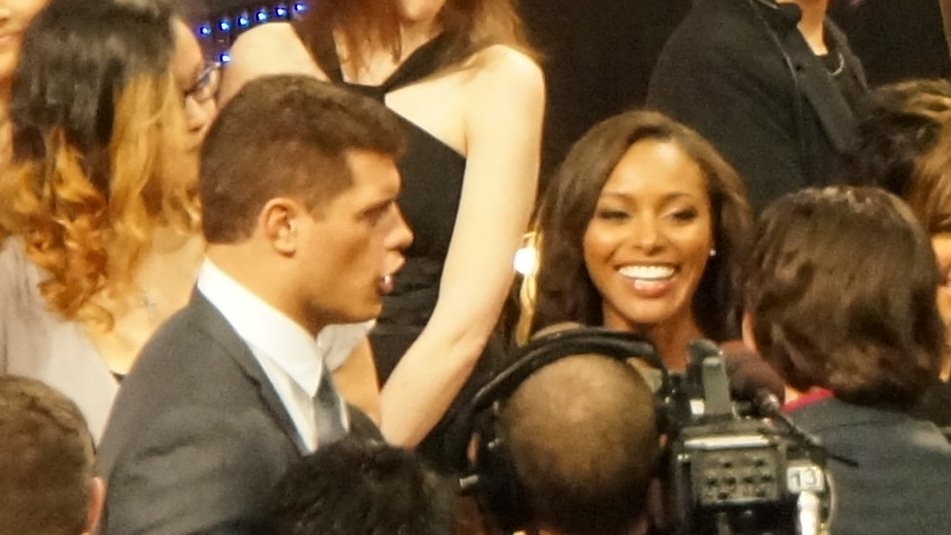
Rhodes con su esposa Brandi Reed en abril de 2014.

El 31 de marzo de 2007 apareció junto a Dustin en la ceremonia del Salón de la Fama de la WWE, donde su padre fue inducido en el Salón de la Fama.
En sus botas aparece adornado un símbolo de la Trifuerza de la serie de videojuegos The Legend of Zelda de la que no solo es un fanático, sino que ha declarado que juega A Link to the Past anualmente. Runnels es también un gran fan del cómic, y suele usar indumentarias de lucha libre inspirado en Arcángel, un personaje de los X-Men. Él también ha declarado que sus personajes favoritos son Omega Rojo y Cíclope junto con los Inhumanos.
En septiembre de 2013, contrajo matrimonio con Brandi Rhodes, quien trabajó en WWE como Eden Stiles. Durante la transmisión del programa de lucha libre de AEW del 17 de febrero de 2021, Rhodes y su esposa Brandi revelaron que iban a tener una niña. El 18 de junio de 2021 tuvieron su hija, Liberty Iris Rhodes-Reed.

## Otros medios
Runnels ha aparecido como personaje jugable en los videojuegos WWE SmackDown vs. Raw 2009, WWE SmackDown vs. Raw 2010, WWE SmackDown vs. Raw 2011, WWE All Stars, WWE '12, WWE '13, WWE 2K14, WWE 2K15, WWE 2K16, WWE 2K23, AEW Fight Forever y WWE 2K24.
En 2023, hizo cameo en la serie animada Captain Laserhawk: A Blood Dragon Remix.

## Campeonatos y logros

### Lucha libre amateur
- Georgia State Tournament
  - Champion at 189 pounds (86 kg) weight class (2003, 2004)

### Lucha libre profesional
- All Elite Wrestling/AEW
  - AEW TNT Championship (3 veces e inaugural)[64]
  - AEW TNT Championship Tournament (2020)[65]
  - Dynamite Award (1 vez) 
    - Best Moment on the Mic (2021) – accepting Dog Collar match on AEW Dynamite (September 30)[66]

- Alpha-1 Wrestling/AW
  - A1 Tag Team Championship (1 vez) – con Ethan Page (1)[67]

- Bullet Proof Wrestling/BPW
  - BPW Championship (1 vez)[68]

- Global Force Wrestling/GFW
  - GFW NEX*GEN Championship (1 vez, último)[69]

- National Wrestling Alliance/NWA
  - NWA World Heavyweight Championship (1 vez)[70]

- New Japan Pro-Wrestling/NJPW
  - IWGP United States Heavyweight Championship (1 vez)[71]

- Northeast Wrestling/NW
  - NEW Heavyweight Championship (1 vez)

- Ohio Valley Wrestling/OVW
  - OVW Heavyweight Championship (1 vez)
  - OVW Southern Tag Team Championship (2 veces) – con Shawn Spears
  - OVW Television Championship (1 vez)
  - OVW Triple Crown Championship (cuarto)

- Ring of Honor/ROH
  - ROH World Championship (1 vez)
  - ROH World Six-Man Tag Team Championship (1 vez) – con The Young Bucks
  - ROH Year-End Award (2 veces)
    - Wrestler of the Year (2017)[72]
    - Feud of the Year (2018) – vs. Kenny Omega[73]

- What Culture Pro Wrestling/WCPW
  - WCPW Internet Championship (1 vez)

- World Wrestling Entertainment/WWE
  - Undisputed WWE Championship (2 veces, actual)
  - WWE Intercontinental Championship (2 veces)
  - WWE/Raw Tag Team Championship (4 veces) - con Drew McIntyre (1), Goldust (2), Jey Uso (1)
  - SmackDown Tag Team Championship (1 vez) - con Jey Uso
  - World Tag Team Championship (3 veces) - con Hardcore Holly (1) y Ted DiBiase (2)
  - WWE Crown Jewel Championship (1 vez, inaugural)
  - Triple Crown Championship (trigésimo séptimo)
  - Royal Rumble (2023, 2024)
  - Slammy Awards (2 veces)
    - Outstanding Achievement of Baby Oil Application (2010)
    - Tag Team of the Year (2013) – con Goldust.

  - King of the Ring (2025).

- CBS Sports
  - Promo of the Year (2019) – "Silver spoon" promo en AEW Dynamite (7 de noviembre)[74]
  - Smack Talker of the Year (2019)[74]

- ESPN
  - Best WWE Moment (2022) – Por su regreso a WWE en WrestleMania 38[75]

- New York Post
  - Combate del año (2022) vs. Seth «Freakin» Rollins en Hell in a Cell[76]

- Sports Illustrated
  - Luchador del año (2018)

- Pro Wrestling Illustrated
  - Lucha del año (2019) vs. Dustin Rhodes (Double or Nothing, 25 de mayo)
  - Lucha del año (2022) vs. Seth Rollins (Hell in a Cell, 5 de junio)
  - PWI Luchador que más ha mejorado (2008)[77]
  - Clasificado en el puesto n.º 172 en los PWI 500 de 2007[78]
  - Clasificado en el puesto n.º 79 en los PWI 500 de 2008[79]
  - Clasificado en el puesto n.º 48 en los PWI 500 de 2009[80]
  - Clasificado en el puesto n.º 41 en los PWI 500 de 2010[81]
  - Clasificado en el puesto n.º 35 en los PWI 500 de 2011[82]
  - Clasificado en el puesto n.º 23 en los PWI 500 de 2012[83]
  - Clasificado en el puesto n.º 53 en los PWI 500 de 2013[84]
  - Clasificado en el puesto n.º 82 en los PWI 500 de 2014[85]
  - Clasificado en el puesto n.º 65 en los PWI 500 de 2015[86]
  - Clasificado en el puesto n.º 111 en los PWI 500 de 2016[87]
  - Clasificado en el puesto n.º 33 en los PWI 500 de 2017[88]
  - Clasificado en el puesto n.º 8 en los PWI 500 de 2018[89]
  - Clasificado en el puesto n.º 15 en los PWI 500 de 2019[90]
  - Clasificado en el puesto n.º 7 en los PWI 500 de 2020[91]
  - Clasificado en el puesto n.º 11 en los PWI 500 de 2021[92]
  - Clasificado en el puesto n.º 6 en los PWI 500 de 2022[93]
  - Clasificado en el puesto n.º 10 en los PWI 500 de 2023[94]
  - Clasificado en el puesto n.º 1 en los PWI 500 de 2024[95]

- Wrestling Observer Newsletter
  - WON Peor personaje – Stardust (2015)
  - Lucha 5 estrellas (2019) vs. Dustin Rhodes en Double or Nothing el 25 de mayo
  - Lucha 5 estrellas (2022) vs. Sammy Guevara en AEW Dynamite #121 Beach Break el 26 de enero
  - Lucha 5 estrellas (2022) vs. Seth Rollins en WWE Hell in a Cell el 5 de junio
  - Lucha 5 estrellas (2024) vs. AJ Styles en WWE Backlash France el 4 de mayo
  - Lucha 5 estrellas (2025) vs. John Cena en WWE SummerSlam el 3 de agosto